# Black Moon (1975)
Black Moon ist ein surrealistischer Fantasyfilm des französischen Regisseurs Louis Malle, gedreht im Jahr 1975 in Frankreich, Deutschland und Italien.

## Handlung
Um einem blutigen Bürgerkrieg zwischen Männern und Frauen zu entkommen, ergreift die junge Lily mit dem Auto die Flucht und stößt auf ein abgelegenes Anwesen inmitten von beinah unberührter Natur. Schon in der unmittelbaren Umgebung der ländlichen Behausung spielen sich merkwürdige Dinge ab: Blumen geben klagende Laute von sich, wenn man sie zertritt, ein zotteliges Einhorn kreuzt wie selbstverständlich den Weg, nackte Kinder laufen zusammen mit einem großen Schwein einen Weg entlang und eine auf einem schwarzen Ross herbeireitende Frau betrachtet Lily kurze Zeit, bevor sie sich schweigend wieder auf den Weg in Richtung des Hauses macht.
Auch in dem märchenhaft anmutenden Haus entdeckt Lily Unerwartetes. Als sie nach einem übergroßen Glas voll Milch greift, um ihren Durst zu löschen, macht sich ein kleines, aber lautstark grunzendes Hausschwein bemerkbar, das in einem Kinderstuhl am Tisch sitzt. Leicht irritiert sucht sie daraufhin die menschlichen Bewohner des Hauses und wird letztlich auch fündig: in einem Zimmer liegt eine alte Dame im Bett und debattiert in einer fremden Sprache mit einer Ratte. Nach einem kurzen und unergiebigen Dialog zwischen Lily und der alten Dame wendet sich diese einem Funkgerät zu und beschreibt Lilys Äußeres, erwähnt dabei aber auch, dass Lily dumm sein muss und wohl denkt, es gebe einen Krieg.

“She has a very vivid imagination, you know, she hears things. Grenades, machine guns […]. She thinks there's a war going on! But that's not all. A little while ago, she thought she saw a unicorn!”

„Sie hat eine sehr lebhafte Fantasie, weißt du, sie hört Dinge. Granaten, Maschinengewehre […]. Sie denkt, dass Krieg herrscht! Aber das ist nicht alles. Vor kurzem dachte sie, dass sie ein Einhorn gesehen hätte!“

Nun erregt ein Mann im Garten dadurch Aufmerksamkeit, dass er lautstark eine Arie aus Richard Wagners Meistersingern singt. Von ihm erfährt Lily dann, dass auch er Lily heißt und zusammen mit seiner Schwester, die ebenfalls Lily heißt, auf dem Anwesen wohnt.
Nach und nach beginnt sie, sich an das Leben in dieser ihr fremden Welt zu gewöhnen und nimmt später auch aktiv daran teil. So bietet sie der alten Dame sogar ihre Brust zum Trinken an und spielt die Klavierbegleitung zum zweiten Akt von Wagners Tristan und Isolde, während die nackten Kinder dazu singen.
Zum Schluss sieht man Lily, die nach einem erfolglosen Versuch, mit dem Funkgerät der alten Dame Kontakt zur Außenwelt aufzunehmen, auf dem Bett liegt, während ihr eine Schlange unter den Rock kriecht. Dann bereitet sie sich darauf vor, auch dem Einhorn ihre Brust anzubieten.

## Hintergrund
Louis Malle greift in Black Moon viele bekannte Motive auf. Besonders auffällig sind die Gemeinsamkeiten mit Lewis Carrolls Kinderbuch Alice im Wunderland, das ebenfalls von einem Mädchen in einer fremden Welt erzählt, in der die Logik nicht den bisher gültigen Gesetzen folgt. Aufgrund der angeblich mangelnden Originalität und der undurchschaubaren Erzählweise hatte der Film nach seiner Veröffentlichung keinen großen Erfolg im Kino. Dennoch wird er heute, vor allem wegen der beeindruckenden Bilder Nykvists, von vielen Zuschauern geschätzt. Malle selbst nannte den Film „ein mythologisches Märchen, das in der nahen Zukunft liegt“.
Black Moon war der letzte Spielfilm, an dem Therese Giehse vor ihrem Tod am 3. März 1975 mitgewirkt hat. Malle widmete ihr daraufhin diesen Film.

## Erstaufführungen
- Frankreich 24. September 1975
- Deutschland 12. Februar 1976

## Kritiken
Unter Kritikern ist der Wert von Black Moon durchaus umstritten. Das Online-Magazin schnitt.de zeigt sich vor allem von der Tiefe des Films begeistert:

„Louis Malles metaphorischer Einfallsreichtum ist frappierend und schafft eine psychedelische Neufassung des Alicemotives mit einem riesigen Assoziationsspektrum, das die gesamte Menschheitsgeschichte umfaßt. Doch schnell merkt man, daß man das alles gar nicht als logisches Ganzes verstehen muß, und so weicht die anfängliche interpretatorische Verkrampfung einem ungetrübten, durch Einnahme von Drogen vielleicht noch größeren, sinnlichen Genuß.“

Im Gegensatz dazu wirft filmtext.com Malle „Verrätselung“ von eigentlich simplem Stoff vor:

„Nicht daraus schlau geworden? Ich auch nicht. Und ich habe auch gar keine Lust, im Handbuch der psychoanalytischen Grundbegriffe nachzuschlagen. Gelungene Mythologeme zeichnet die zwingende Geläufigkeit aus, mit der sich die halbrationale Handlung in uns bohrt. So ist es in Goethes ‚Märchen‘, so ist es bei Alice im Wunderland. So ist es nicht bei Louis Malle.“

Der Filmhistoriker Ulrich Gregor urteilt in seinem Standardwerk über die Geschichte des Films seit 1960 über den Film:

„Der mit absonderlichen Symbolen reichlich aufgeladene Film irritiert mehr, als daß er fasziniert; teilweise glänzend gemacht, treibt er ein verwirrendes Spiel mit verschlüsselten Traumbildern.“

## Auszeichnungen
Bei der Verleihung des französischen Filmpreises César folgten zwei Auszeichnungen für Black Moon. Sven Nykvist gewann in der Kategorie Beste Kamera, Luc Perini und Nara Kollery in der Kategorie Bester Ton.